# 格兰茨 (新墨西哥州)
格兰茨（英語：Grants）位于美国新墨西哥州北部，是锡沃拉县的县治所在，面积35.4平方公里。根据美国人口调查局2000年统计，共有8,806人，其中白人占56.18%、土著美国人占11.97%、非裔美国人占1.62%。